# Cantone di Carcassonne-Nord
Il Cantone di Carcassonne-Nord era una divisione amministrativa dell'arrondissement di Carcassonne.
A seguito della riforma approvata con decreto del 21 febbraio 2014, che ha avuto attuazione dopo le elezioni dipartimentali del 2015, è stato soppresso.

## Composizione
Comprendeva parte della città di Carcassonne e il comune di Pennautier.